# کی‌خسرو (رمان)
کی‌خسرو رمانی از آرش حجازی است که در سال ۱۳۸۸ در تهران منتشر شد.

## مضمون
«جنگیدن با دشمنی که از او نفرت داری آسان است، سخت، جنگ با آنانی است که دوستشان داری. اینجاست که شجاعت معنا می‌یابد.
آدورا گمان می‌کند دیگر همه‌چیز تمام شده، شوهرش بیست سال پیش مرده، پسرش بزرگ شده و از پیشش رفته و حالا فقط دو دلخوشی در زندگی‌اش دارد: کارش در انتشارات و تز دکترایش دربارهٔ اسطورهٔ کی‌خسرو.
اما هرگز چنین در اشتباه نبوده‌است.
درست موقعی که فکر می‌کند همه‌چیز را دربارهٔ کی‌خسرو می‌داند، کتابچهٔ عجیبی به دستش می‌رسد که تمام دانسته‌هایش را دربارهٔ این شاه عارف و اسرارآمیز که در فرهنگ ایرانی به «شاه زنده» مشهور است، به چالش می‌کشد. اما نمی‌تواند در تز دکترایش از این یافته‌های جدید استفاده کند، چرا که نویسندهٔ کتابچه هیچ اشاره‌ای به هیچ مرجعی در نوشته‌هایش نکرده‌است. برای همین، آدورا جستجوی بزرگش را برای یافتن نویسندهٔ گمنام این کتاب آغاز می‌کند تا مستقیماً مستندات ادعاهای نویسنده را از از خود او بپرسد. جستجویی که به سفری طولانی و حیرت‌آور در زمان و مکان ختم می‌شود که تمام باورهای قبلی آدورا را به چالش می‌کشد.
کی‌خسرو سومین رمان آرش حجازی است، دو رمان قبلی او، اندوه ماه و شاهدخت سرزمین ابدیت با ده سال فاصله از هم منتشر شدند و اینک کی‌خسرو که شش سال پس از شاهدخت منتشر می‌شود، در آمیزه‌ای از واقعیت و افسانه، زندگی و مرگ، عشق و نفرت، وجه دیگری از این نویسنده را به نمایش می‌گذارد.»